# 吉村孝敬
吉村 孝敬（よしむら こうけい、明和6年（1769年）- 天保7年7月16日（1836年8月27日）は江戸時代後期の絵師。名は孝敬。通称は用蔵、字は無違。号に蘭陵、龍泉。円山応挙晩年の弟子だが、応門十哲の一人に数えられる。

## 略伝
京都の人。吉村蘭洲の長男として生まれる。蘭洲は滋賀県野洲市で農業を営む西川権三郎の息子で、幼少より寺院に仕え、絵師になったことが知られる。蘭洲も応挙に学んだが、寛政2年（1790年）禁裏造営の際は、障壁画制作願書に名を連ねながらも不採用になっている。
若い頃の孝敬についてはよくわかっていないが、幼少より父から絵を習い、早くに応挙の門に入ったと考えられる。寛政10年（1798年）小石元俊指導で行われた腑分けに、父蘭洲・木下応受（応挙の次男）と共に同席し、『施薬院解男体臓図』（京都大学図書館などが所蔵）の解剖図を描く。享和2年（1802年）33歳の時、父と共に西本願寺の本如宗主から「茶道格」を仰せつかる。そのため西本願寺の画事を多く務めている。
弟子に、子の吉村孝文や、安政度御所造営障壁画制作に参加した駒井孝礼がいる。

## 代表作
| 作品名                       | 技法         | 形状・員数 | 寸法（縦x横cm）   | 所有者                       | 年代                | 落款・印章 | 備考                                                     |
| ---------------------------- | ------------ | ---------- | ----------------- | ---------------------------- | ------------------- | --- | -------------------------------------------------------- |
| 農耕十二景図                 |              | 二曲六隻   |                   | 東観音寺                     | 1799年（寛政11年）  | 款記「寛政己未仲夏写 孝敬」 | 元は軸装。中国における一年の田園風景を12図に分けて描く。 |
| 花鳥山水図                   |              | 襖         |                   | 東観音寺                     |                     | | 裏面は伝長沢芦雪筆「渡水虎図」                           |
| 近江八景図屏風               | 紙本淡彩     | 六曲一双   | 118.4x245.6（各） | 野洲市歴史民俗博物館         | 1799年（寛政11年）  | 款記「寛政己未仲秋写孝敬」/「孝敬之印」印・「無違」印                                                                             | 金砂子は幕末・明治頃の後補                               |
| 四季耕作図押絵貼屏風         | 紙本墨画淡彩 | 六曲一双   | 130.7x52.5（各）  | 渡辺美術館                   | 1800年（寛政12年）  | 左隻第6扇のみ款記「寛政庚申初春寫 孝敬」/「孝敬」白文方印・「尤違」朱文方印 他の図は無款記/「孝敬之印」白文方印・「無違」朱文方印 | 元は12幅の掛け軸か                                       |
| 波濤図                       | 紙本金地著色 | 4面        |                   | 西本願寺                     | 1810年（文化7年）頃 | |                                                          |
| 雪松図・雪梅竹図             | 紙本金地著色 | 各6面      |                   | 西本願寺                     | 1811年（文化8年）   | |                                                          |
| 水辺群鶴図屏風               | 紙本墨画淡彩 | 六曲一双   |                   | 法人                         | 1811年（文化8年）   | |                                                          |
| 檜に猿図・松に鶏図・波に鶴図 | 紙本淡彩     |            |                   | 宝鏡寺                       | 1817年（文政10年）  | | 伝吉村孝敬                                               |
| 若松猿図                     | 絹本墨画淡彩 | 1幅        |                   | 慈照寺                       | 1824年（文政7年）   | |                                                          |
| 雲龍図                       | 絹本墨画淡彩 | 1幅        | 115.0x50.5        | 京都府（京都文化博物館管理） | 1825年（文政8年）   | 款記「乙酉秋日写 源孝敬」/「孝敬之印」白文方印・「無違」朱文方印                                                                  |                                                          |
| 李白観瀑・子猷訪載図屏風     | 紙本着色     | 六曲一双   | 155.0x364.6（各） | 静岡県立美術館               | 1828年（文政11年）  | |                                                          |
| 唐獅子図                     |              |            |                   | 心遠館                       | 1831年（天保2年）   | |                                                          |
| 郡鶴図                       | 紙本著色     | 襖12面     |                   | 宝鏡寺書院                   | 1833年（天保4年）   | |                                                          |
| 十二ヶ月花鳥図屏風           | 紙本著色     | 六曲一双   | 155.8x368.4（各） | 奈良県立美術館               | 1833年（天保4年）   | 款記：右隻「源孝敬」・左隻「天保四癸巳季冬写 応需 源孝敬」/各隻に「孝敬」「無違」白文連印                                         |                                                          |
| 雪松に鴛鴦図]/柳鷺図         | 紙本金地著色 | 六曲一双   |                   | インディアナポリス美術館     | 1833年（天保4年）   | |                                                          |
| 琴高仙人図                   | 絹本墨画淡彩 | 1幅        | 127.3x177.5       | 泉屋博古館                   | 1835年（天保6年）   | 款記「于時六十七翁孝敬筆」 | 西本願寺伝来                                             |
| 桜図                         | 絹本著色     | 双幅       | 102.1x30.5（各）  | 大英博物館                   |                     | |                                                          |
| 四季花鳥図屏風               | 紙本著色     | 六曲一双   |                   | 大手前女子大学               |                     | |                                                          |
| 髑髏図                       | 紙本墨画淡彩 | 1幅        |                   | 豊橋市・正宗寺               |                     | |                                                          |
| 海棠孔雀図                   |              | 1幅        | 153.9x170.6       | 京都国立博物館               |                     | 款記「源孝敬」 |                                                          |
| 春秋花鳥図                   | 紙本著色     | 六曲一双   | 151.8x358（各）   | 個人                         |                     | |                                                          |
| 四季耕作図屏風               |              | 六曲一双   | 152.6x346.8       |                              |                     | |                                                          |
| 双鹿図                       |              |            |                   | 妙法院                       |                     | |                                                          |

## 参考資料
- 源豊宗監修　佐々木丞平編　『京都画壇の一九世紀 第2巻 文化・文政期』 思文閣出版、1994年 ISBN 4-7842-0838-0
- 『親鸞聖人750回大遠忌記念 本願寺展 親鸞と仏教伝来の道』図録 九州国立博物館、2007年